# Liste der Abgeordneten zum Kärntner Landtag (14. Gesetzgebungsperiode)
Diese Liste der Abgeordneten zum Kärntner Landtag (14. Gesetzgebungsperiode) listet alle Abgeordneten zum Kärntner Landtag in der 14. Gesetzgebungsperiode auf. Die Gesetzgebungsperiode dauerte von der konstituierenden Sitzung des Landtags am 21. Mai 1927 bis zur Angelobung des nachfolgenden Landtags am 13. Dezember 1930. 
Der Landtag wählte die Landesregierung Lemisch II. 

## Funktionen

### Landtagspräsidenten
Vom Landtag wurde Julius Lukas (SDAP) zum Ersten Landtagspräsidenten gewählt, das Amt des Zweiten Präsidenten hatte Hans Sattlegger inne. In das Amt des Dritten Landtagspräsidenten war zunächst Franz Reinprecht (Einheitsliste) gewählt worden, nach dessen Tod übernahm Franz Ehrlich am 30. Oktober 1929 das Amt. 

### Klubobleute
Die Abgeordneten der Sozialdemokratischen Partei schlossen sich in der konstituierenden Sitzung zum „Klub der sozialdemokratischen Partei“ zusammen, der August Neutzler zum Obmann und Matthias Zeinitzer zum Obmann-Stellvertreter wählte. Jene Abgeordneten, die für die Liste „Landbund für Österreich (Wahlgemeinschaft des Landbundes und des Handels- und Gewerbebundes)“ angetreten waren, schlossen sich zum „Landtagsklub des Landbundes und des Hagebundes“ (LuH) zusammen und wählten aus ihrer Mitte Ferdinand Kernmaier zum Klubobmann und Lorenz Schauer zu seinem Stellvertreter. Vom Klub der Einheitsliste wurde Franz Reinprecht als Klubobmann und Hans Angerer als Klubobmann-Stellvertreter bestimmt. Nach dem Tod von Reinprecht übernahm Sylvester Leer die Klubführung.

### Landtagsabgeordnete
| Name                | Fraktion | Anmerkung                                                                                  |
| ------------------- | -------- | ------------------------------------------------------------------------------------------ |
| Amlacher Michael    | SDAP     |                                                                                            |
| Angerer Emerich     | LuH      |                                                                                            |
| Angerer Hans        | GDVP     |                                                                                            |
| Brandl Anton        | SDAP     |                                                                                            |
| Ehrlich Franz       | CS       | am 28. Oktober 1929 für Franz Reinprecht angelobt                                          |
| Feinig Michael      | LuH      | am 7. November 1928 für Valentin Maierhofer angelobt                                       |
| Ferlitsch Hans      | LuH      |                                                                                            |
| Franz Mario         | LuH      | auf Grund seiner Abwesenheit erst am 14. Juni 1927 angelobt                                |
| Fuß Franz           | GDVP     | ab 29. März 1928 für Friedrich Wolsegger angelobt                                          |
| Gaggl Simon         | SDAP     | am 28. Jänner 1929 verstorben                                                              |
| Hernler Johann      | CS       |                                                                                            |
| Herzog Hugo         | VSB      | am 28. Oktober 1929 für Severin Janschütz angelobt                                         |
| Hofer Hans          | SDAP     | am 5. März 1929 für Simon Gaggl angelobt                                                   |
| Janschütz Severin   | VSB      | Hospitant der Landbund-Klubs, Mandatsverzicht in der Sitzung am 28. Oktober 1929 verkündet |
| Kaplaner Franz      | LuH      |                                                                                            |
| Kernmaier Ferdinand | LuH      |                                                                                            |
| Kircher Dora        | SDAP     |                                                                                            |
| Krenn Thomas        | SDAP     |                                                                                            |
| Leer Sylvester      | CS       |                                                                                            |
| Lichtenegger Alois  | NSDAP    | am 30. März 1928 für Alois Michner angelobt                                                |
| Lora Georg          | SDAP     |                                                                                            |
| Luger Florian       | SDAP     |                                                                                            |
| Lukas Julius        | SDAP     |                                                                                            |
| Maierhofer Valentin | LuH      | Mandatsverzicht in der Sitzung am 7. November 1928 verkündet                               |
| Melcher Peter       | SDAP     |                                                                                            |
| Michner Alois       | NSDAP    | Mandatsverzicht in der Sitzung am 29. März 1928 verkündet                                  |
| Neutzler August     | SDAP     |                                                                                            |
| Parfuß Hans         | CS       |                                                                                            |
| Petek Franc         | KSS      |                                                                                            |
| Pichler Franz       | SDAP     |                                                                                            |
| Pobaschnig Fritz    | SDAP     |                                                                                            |
| Pomaroli Gustav     | SDAP     |                                                                                            |
| Ramusch Friedrich   | SDAP     | am 3. Juni 1930 für Alois Steiner angelobt                                                 |
| Reinprecht Franz    | CS       | am 30. August 1929 verstorben                                                              |
| Rothwangl Leopold   | SDAP     |                                                                                            |
| Sattlegger Hans     | LuH      |                                                                                            |
| Schauer Lorenz      | LuH      |                                                                                            |
| Schober Bernhard    | LuH      |                                                                                            |
| Schumy Vinzenz      | LuH      |                                                                                            |
| Starc Johann        | KSS      |                                                                                            |
| Steiner Alois       | SDAP     | am 17. April 1930 verstorben                                                               |
| Steiner Karl        | GDVP     |                                                                                            |
| Tauschitz Stephan   | LuH      |                                                                                            |
| Tomaschitz Peter    | CS       |                                                                                            |
| Traussnig Koloman   | CS       |                                                                                            |
| Werner Wilhelm      | LuH      |                                                                                            |
| Willroider Josef    | GDVP     |                                                                                            |
| Wolsegger Friedrich | GDVP     | Mandatsverzicht in der Sitzung am 29. März 1928 verkündet                                  |
| Zeinitzer Matthias  | SDAP     |                                                                                            |

## Ausschüsse
Nach der Konstituierung des Landtags bildete der Landtag sechs Ausschüsse zu je 11 Mitgliedern. Dies waren der Finanzausschuss, der 
Verfassungs- und Rechtsausschuss, der Land- und volkswirtschaftliche Ausschuss, der Bauausschuss, der Schulausschuss und der Beschwerdeausschuss.